# Katsuyoshi Kuwahara
Katsuyoshi Kuwahara (født 30. maj 1944) er en japansk fodboldspiller.

## Japans fodboldlandshold
| Japans landshold | Japans landshold | Japans landshold |
| År               | Kmp              | Mål              |
| ---------------- | ---------------- | ---------------- |
| 1965             | 2                | 0                |
| Total            | 2                | 0                |